# Tetrapocillon novaezealandiae
Tetrapocillon novaezealandiae är en svampdjursart som beskrevs av Brøndsted 1924. Tetrapocillon novaezealandiae ingår i släktet Tetrapocillon och familjen Guitarridae. Inga underarter finns listade i Catalogue of Life.